# House of Gucci
Pour les articles homonymes, voir Gucci (homonymie).
Pour plus de détails, voir Fiche technique et Distribution.
House of Gucci (ou La Saga Gucci au Québec) est un drame biographique américano-canadien réalisé par Ridley Scott, sorti en 2021. Le film débute alors que 27 mars 1995, Maurizio Gucci, petit-fils et héritier du fondateur de la marque de luxe italienne Gucci, est assassiné. Son épouse avec qu'il était en instance de divorce, Patrizia Reggiani, a commandité son meurtre afin de toucher une part de son héritage avant qu'il ne se remarie avec Paola Franchi. Le film revient sur leur rencontre vingt ans plus tôt et retrace l'ascension progressive de Maurizio, poussé par sa femme, au sein de l'entreprise familiale sur fond de rivalités et de guerre de pouvoir au sein du clan Gucci.
Adapté du livre The House of Gucci: A Sensational Story of Murder, Madness, Glamour, and Greed écrit par Sara Gay Forden en 2000, le film revient sur l'assassinat de Maurizio Gucci en 1995,. Il s'agit du dernier film dans lequel Al Pacino est doublé en français par José Luccioni, avant le décès de ce dernier en 2022.
Le film reçoit des critiques partagées dans la presse. Si les prestations des acteurs et actrices sont globalement louées, la presse pointe du doigt le ton du film ainsi que son montage. Les résultats au box-office sont cependant positifs. Le film reçoit plusieurs nominations dans diverses cérémonies dont une pour l'Oscar des meilleurs maquillages et coiffures.

## Synopsis
En 1978 à Milan, Patrizia Reggiani travaille comme comptable dans l'entreprise de transport de son père.  Invitée un soir en boite de nuit, elle fait la connaissance de Maurizio Gucci. Un peu gauche et emprunté, le jeune homme accepte de danser avec elle, mais s'en va à minuit. Dans les jours qui suivent, elle le suit et créé une rencontre fortuite dans une bibliothèque universitaire. Mauricio fait des études de droit et y consacre tout son temps, ne cherchant pas à la fréquenter. Patrizia lui suggère de l'inviter à sortir, en lui laissant son numéro de téléphone. Le lendemain, Maurizio l'appelle et tous deux sortent manger, puis font un tour en barque et ils s'embrassent.
Un jour, Maurizio présente Patrizia à son père Rodolfo (copropriétaire avec son frère Aldo de la marque Gucci), chez qui ils déjeunent. Après l'avoir observée, son père ne veut pas qu'il épouse Patrizia, qui lui semble être surtout intéressée par son argent, et menace s'il passe outre de le déshériter. Maurizio ne cède pas et quitte alors la maison paternelle. Il se rend chez les Reggiani et leur demande d'épouser Patrizia et un emploi dans leur entreprise familiale de camions, où Patrizia travaille. Tous deux travaillent donc ensemble et profitent de leur vie de couple. Maurizio finit ses études et devient avocat. Aldo Gucci, l'oncle de Maurizio, apprend leur mariage dans la presse japonaise et se rend chez son frère Rodolfo pour le convaincre de rétablir les liens entre eux et les inviter à son anniversaire. Le jour de l'anniversaire, la famille Gucci, Rodolfo excepté, est réunie. Patrizia fait la connaissance de l'oncle Aldo et de son fils Paolo, styliste, personnage grotesque que son père considère comme un raté. Maurizio et Patrizia sont tous deux invités à aller à New York, aux États-Unis, voir la boutique Gucci et son oncle. Patrizia convainc Aldo de passer du temps avec Maurizio pour l'initier aux affaires de l'entreprise et Maurizio de se rapprocher de sa famille. Elle explique à Maurizio qu'une entreprise forte a besoin d'une famille unie et lui apprend qu'elle est enceinte.
Le couple s'installe à New York et Aldo attribue à Maurizio un poste important chez Gucci. Un jour, Paolo rend visite à son oncle Rodolfo pour lui montrer ses nouvelles créations, mais celui-ci, qui les trouve médiocres, l'écrase de son mépris. Son oncle parti, de rage Paolo urine sur un foulard créé par son oncle en promettant de créer sa propre ligne de produits. La santé de Rodolfo décline et celui-ci invite son fils et sa belle fille, tous deux désormais parents d'une fille, à le rejoindre, pour annoncer à Maurizio qu'il lui cède ses parts. Cette réconciliation a lieu quelques jours avant la mort de Rodolfo. Maurizio hérite tous les biens de son père, mais doit payer des droits de succession très élevés. Alors que Maurizio investit son nouveau poste, Patrizia prend les choses en main pour prendre progressivement le contrôle des affaires. Un jour, Patrizia découvre un trafic de contrefaçons et la présence d'imitations de la marque vendues dans la rue. Aldo lui explique alors que cela satisfait des clientes qui n'ont pas les moyens de s'offrir les originaux et lui rappelle fermement que c'est lui le patron.
En 1983, lors d'un défilé de mode à Milan, Maurizio rencontre un jeune styliste texan, Tom Ford, qui lui dit que Gucci n'est plus tendance. Plus tard dans la soirée, Patrizia suggère à son mari d'écarter son oncle et son cousin. Elle convainc Paolo, qui détient des parts de la société, de lancer sa propre marque (dans le but de le ruiner et de monter son père contre lui) et de révéler à Maurizio la fraude fiscale de son oncle en échange d'un accord. Paolo tombe dans le piège et, arrêté, Aldo sera condamné à un an de prison. Paolo lance ensuite sa ligne mais, dénoncé par Maurizio pour violation de la propriété industrielle de Gucci, est brutalement contraint de cesser son activité. Paolo, ruiné, refuse de vendre ses parts à son cousin et le dénonce pour fraude fiscale à la brigade financière. Maurizio fuit dans sa demeure de Saint-Moritz, en Suisse, pendant que les autorités perquisitionnent sa demeure principale milanaise.
Le lendemain matin, sur une piste de ski, il croise une amie d'enfance Paola Franchi et tous deux déjeunent avec des amis en attendant que sa famille le rejoigne le midi. Devant la jalousie de Patrizia, Maurizio lui reproche d'être toxique, s'en veut de s'en être pris à son oncle et à son cousin et lui demande de rester désormais à l'écart des affaires Gucci. À la fin du séjour à Saint-Moritz, après Noël, Maurizio quitte Patrizia et la fait ramener à Milan avec leur fille. Désemparée, Patrizia consulte de plus en plus régulièrement Pina, une voyante. Maurizio reprend la main seul sur l'entreprise. Sur conseil de son avocat, il s'associe avec Investcorp et demande à ce trust de racheter les parts de Paolo et d'Aldo. Il se met en couple avec Paola et envoie sa demande de divorce à Patrizia, qui refuse. Sorti de prison, Aldo retrouve son fils, qui lui raconte avoir été piégé et obligé de vendre ses parts à Investcorp pour renflouer ses dettes. Aldo, ulcéré, finit par lui pardonner. Obligé à son tour de vendre ses parts à Investcorp, il découvre qu'il a été trahi par son neveu. Devenu actionnaire majoritaire, Maurizio transforme Gucci avec l'aide de Tom Ford. Les nouveaux modèles sont un grand succès, ce qui permet à la marque de revenir au premier plan, mais ses associés de Investcorp forcent Maurizio à céder ses parts, notamment en raison de l'énormité de ses dépenses personnelles, pour sauver Gucci. Il est régulièrement harcelé par Patrizia qui, par l'entremise de son amie voyante, engage deux tueurs à gages pour l'éliminer. Au matin du 27 mars 1995, Maurizio, dépossédé de ses parts mais désormais libre comme l'air, prend sereinement un café sur la terrasse d'un café au centre de Milan avant de retourner à sa demeure du centre-ville à vélo. Au moment où il rentre chez lui, les tueurs arrivent et le tuent. Plus tard, alors que la nouvelle se répand, Patrizia et Alessandra arrivent dans la demeure familiale. Patrizia y trouve Paola et lui intime l'ordre de partir immédiatement.
Deux ans plus tard, dénoncée par ses comparses, Patrizia est arrêtée. Lors de l'audience au tribunal, Patrizia ne répond pas au président lorsque celui-ci s'adresse à elle par son nom de jeune fille et revendique crânement de garder le nom de Gucci. Les intertitres de clôture décrivent le sort des protagonistes : Patrizia, Pina et les tueurs à gages sont condamnés à de longues peines de prison après leur arrestation pour meurtre. Aldo est décédé d'un cancer de la prostate en 1990 et Paolo est mort dans la pauvreté peu de temps après la vente de leurs actions à Maurizio. Gucci est entièrement acquis par Investcorp et géré avec succès. Aucun membre de la famille Gucci n'est plus présent dans l'entreprise.

## Fiche technique
Sauf indication contraire, les informations mentionnées dans cette section peuvent être confirmées par la base de données cinématographiques IMDb,  présente dans la section « Liens externes ».
- Titre original et français : House of Gucci
- Titre québécois : La Saga Gucci
- Réalisation : Ridley Scott
- Scénario : Becky Johnston et Roberto Bentivegna, d'après le livre The House of Gucci: A Sensational Story of Murder, Madness, Glamour, and Greed de Sara Gay Forden
- Musique : Harry Gregson-Williams
- Direction artistique : Massimo Pauletto et Gianpaolo Rifino
- Décors : Arthur Max
- Costumes : Stefano De Nardis
- Photographie : Dariusz Wolski
- Montage : Claire Simpson
- Production : Giannina Scott, Ridley Scott et Kevin J. Walsh
- Sociétés de production : Metro-Goldwyn-Mayer, Bron Studios et Scott Free Productions
- Sociétés de distribution : United Artists Releasing (États-Unis et Canada), Universal Pictures International France (France)
- Budget : 75 000 000 $
- Pays de production :  États-Unis,  Canada
- Langue originale : Anglais
- Format : couleur — 2,39:1
- Genre : Drame, biographie
- Durée : 157 minutes
- Dates de sortie :
  - Royaume-Uni : 9 novembre 2021 (avant-première mondiale à Londres)[3] ; 26 novembre 2021  (sortie nationale) 
  - États-Unis et France : 24 novembre 2021

## Distribution
Sauf indication contraire, les informations mentionnées dans cette section peuvent être confirmées par la base de données cinématographiques IMDb,  présente dans la section « Liens externes ».
- Lady Gaga (VF : Audrey Sourdive ; VQ : Éveline Gélinas) : Patrizia Reggiani
- Adam Driver (VF : Valentin Merlet ; VQ : Adrien Bletton) : Maurizio Gucci
- Al Pacino (VF : José Luccioni ; VQ : Marc Bellier) : Aldo Gucci, l'oncle de Maurizio
- Jared Leto (VF : Damien Witecka ; VQ : Benoît Éthier) : Paolo Gucci, le cousin de Maurizio et fils d'Aldo
- Jeremy Irons (VF : Féodor Atkine ; VQ : Jacques Lavallée) : Rodolfo Gucci, le père de Maurizio et frère d'Aldo
- Salma Hayek (VF : Ethel Houbiers ; VQ : Camille Cyr-Desmarais) : Giuseppina Auriemma, la voyante
- Jack Huston (VF : Rémi Bichet ; VQ : Maël Davan-Soulas) : Domenico De Sole (en)
- Camille Cottin (VF : elle-même ; VQ : Mélanie Laberge) : Paola Franchi
- Reeve Carney (VF : Romain Altché) : Tom Ford
- Vincent Riotta (en) (VF : Eddie Chignara) : Fernando Reggiani, le père de Patrizia
- Alexia Murray : Silvana Reggiani, la mère de Patrizia
- Mia McGovern Zaini : Alessandra Gucci, la fille de Maurizio et Patricia
- Florence Andrews (VF : Lydia Cherton) : Jenny Gucci, la femme de Paolo
- Mădălina Ghenea : Sophia Loren
- Youssef Kerkour (en) (VF : Bruno Magne ; VQ : Thiéry Dubé) : Nemir Kirdar (en)
- Mehdi Nebbou (VF : lui-même) : Said
- Miloud Mourad Benamara : Omar
- Antonello Annunziata : Karl Lagerfeld
- Catherine Walker : Anna Wintour
- Martino Palmisano : Richard Avedon

## Production

### Genèse et développement

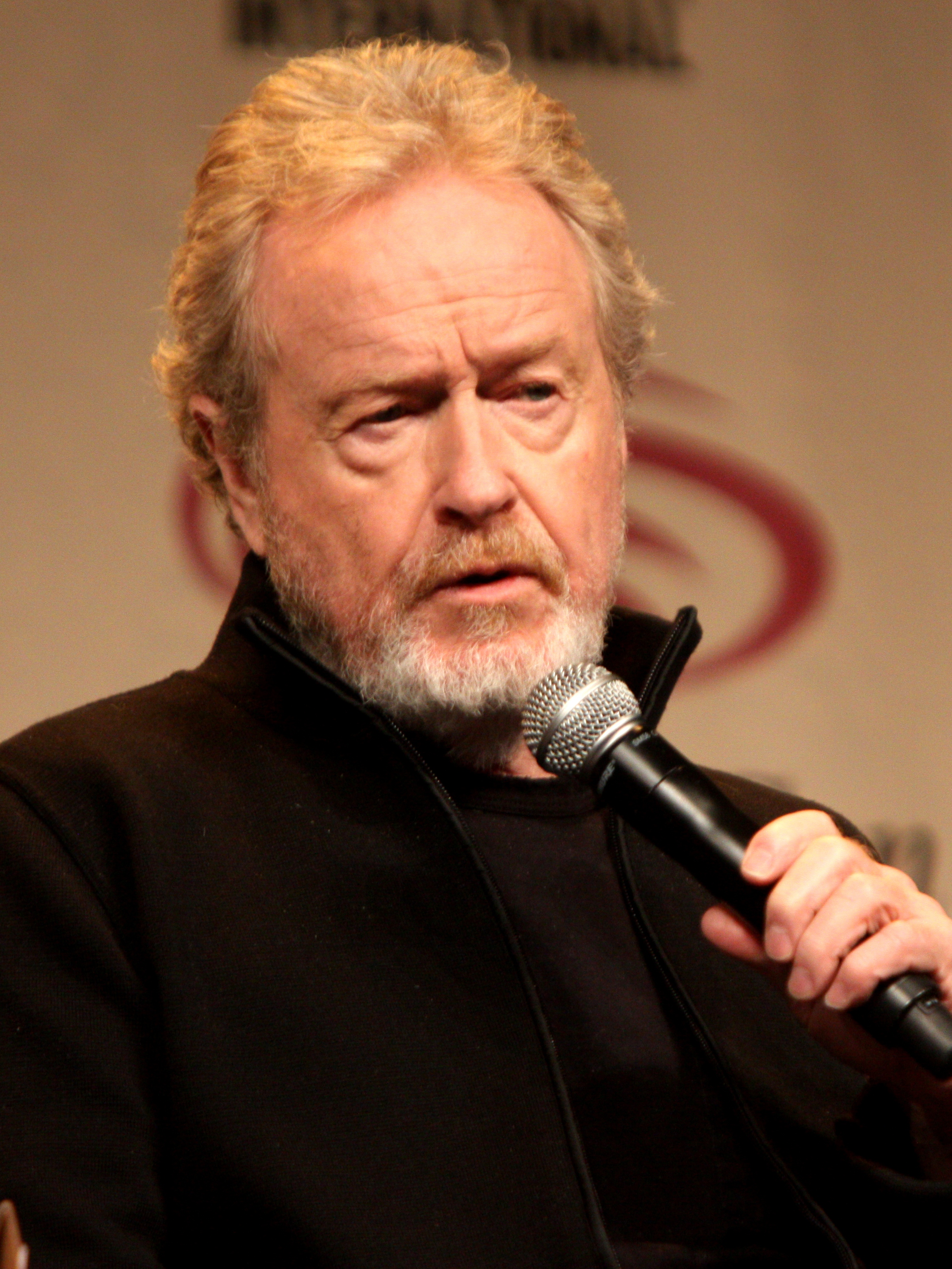
Ridley Scott en 2012.

Le projet connait de nombreuses péripéties. Ridley Scott est annoncé à la réalisation dès juin 2006. À l'époque, Angelina Jolie et Leonardo DiCaprio doivent être les vedettes du film,, annoncés respectivement pour les rôles de Patrizia Reggiani, et de Maurizio Gucci,,. Les scénaristes Andrea Berloff et Charles Randolph sont chargés de travailler sur les premières versions du script,,. La famille Gucci, quant à elle, fait part publiquement de son mécontentement vis-à-vis du projet.
En février 2012, Ridley Scott décide de confier le projet à sa fille, la réalisatrice Jordan Scott,. Angelina Jolie ne fait plus partie du projet et laisse donc vacant le rôle de la « Veuve Noire ». Penélope Cruz entre alors en pourparlers pour le rôle, mais le film reste au stade de projet.
En 2016, The Hollywood Reporter annonce que Wong Kar-wai reprend le projet avec Annapurna Pictures,, trois ans après avoir achevé The Grandmaster. Des rumeurs circulent alors disant que Margot Robbie pourrait endosser le rôle de Patrizia Reggiani,,,. Cependant, le projet ne se concrétise pas,.
Trois ans plus tard, en 2019, alors que Netflix tente de convaincre Ridley Scott de tourner avec eux, la MGM reprend le film et le programme pour une sortie le 24 novembre 2021. La réalisation est confiée à Ridley Scott, dont l'épouse, Giannina Scott, développe et produit le projet. Il est également producteur par le biais de la société Scott Free Productions,. Le scénario est cette fois signé Roberto Bentivegna et basé sur le livre de Sara Gay Forden The House of Gucci: A Sensational Story of Murder, Madness, Glamour, and Greed, (en français : La Saga Gucci - Du luxe au meurtre, de la création à la guerre boursière).

### Attribution des rôles
En août 2020, le site Deadline Hollywood révèle qu'Al Pacino, Robert De Niro, Adam Driver, Jared Leto, Jack Huston et Reeve Carney sont en pourparlers avec la MGM pour rejoindre le film. Lady Gaga, quant à elle, est déjà confirmée dans le rôle de Patrizia Reggiani depuis fin 2019,. En décembre 2020, on apprend que Jeremy Irons remplace Robert De Niro dans le rôle de Rodolfo Gucci après que celui-ci a abandonné le projet, étant pris par le tournage du film Killers of the Flower Moon de Martin Scorsese retardé par la crise sanitaire et la réécriture du scénario. La participation de Jack Huston et Reeve Carney est confirmée le même mois,.
The Guardian révèle en janvier 2021 la présence de l'actrice française Camille Cottin. En avril 2021, la présence de Salma Hayek est révélée.

### Tournage
En raison de la pandémie de Covid-19, le début de la production est repoussé. Le tournage débute finalement en février 2021,,. Une première photographie de Lady Gaga et Adam Driver est dévoilée en mars 2021. Malgré les contraintes liées à la pandémie, Ridley Scott achève le tournage en 43 jours, avec une semaine d'avance et sans dépassement de budget.
Il se déroule en Italie, notamment à Milan, à Florence, au lac de Côme et à Rome,. Plusieurs scènes sont tournées au début du mois de mars dans les Alpes italiennes, dans la vallée d'Aoste, plus précisément dans les villes de Gressoney-Saint-Jean et de Gressoney-La-Trinité, qui servent à recréer le complexe touristique de Saint-Moritz, à la frontière suisse. Pour recréer la demeure de Rodolfo Gucci, l'équipe du film tourne dans la villa Necchi Campiglio de Milan.
Pour les tenues et costumes, la marque Gucci donne accès aux diverses collections et archives et laisse carte blanche à l'équipe du film. Lady Gaga contribue elle aussi aux tenues de Patrizia Reggiani en utilisant ses propres tenues Gucci. Jared Leto, qui prête ses traits à Paolo Gucci, passait plus de 4h entre les mains de Goran Lundstrom pour se métamorphoser à l'aide de prothèses. Pour préparer son interprétation de la veuve noire, Lady Gaga passe plusieurs mois à effectuer des recherches, lire des articles et regarder des interviews de Patrizia Reggiani. Elle écrit elle-même une biographie de 80 pages pour construire le personnage. Elle s'entraine durant plusieurs mois à parler avec l'accent italien à l'aide de la coach Francesca Martini.
Ce projet permet à Ridley Scott de collaborer à nouveau avec le directeur de la photographie Dariusz Wolski, qui a déjà signé l'image des films Alien: Covenant, Seul sur Mars, Prometheus ou encore Le Dernier Duel (The Last Duel) sorti quelques semaines plus tôt.

## Bande-son
Sauf indication contraire, les informations mentionnées dans cette section peuvent être confirmées par la base de données cinématographiques IMDb,  présente dans la section « Liens externes ».
- La ragazza col maglione par Pino Donaggio.
- On the Radio par Donna Summer.
- Anna par Miguel Bosé.
- Bad Girls par Donna Summer.
- Love to Love You Baby par Donna Summer.
- Non ho vizi minori par Teho Teardo (it).
- Il cielo in una stanza (en) par Mina.
- I'm a Believer (Sono Bugiarda) par Caterina Caselli.
- Libiamo ne' lieti calici de La traviata de Giuseppe Verdi.
- Faith par George Michael.
- Una notte speciale par Alice.
- Joyeux Anniversaire de Patty Hill et Mildred J. Hill.
- Ritornerai (en) par Bruno Lauzi.
- Faith par George Michael.
- Here Comes the Rain Again par Eurythmics.
- I've Got Your Number par Bobby Short (en).
- The Rules of the Road par Bobby Short.
- I Feel Love par Donna Summer.
- Der Hölle Rache kocht in meinem Herzen de La Flûte enchantée de Wolfgang Amadeus Mozart.
- It's the Most Wonderful Time of the Year (en) par Andy Williams.
- Heart of Glass par Blondie.
- Manhã de Carnaval par Ron Carter.
- Ashes to Ashes par David Bowie.
- How Gee par Black Machine.
- Baby Can I Hold You (en) par Tracy Chapman.

## Accueil

### Sortie
La MGM tenait absolument à sortir le film en 2021, année marquant le centenaire de la fondation de la marque Gucci,. La sortie du film est prévue pour le 24 novembre 2021, après des incertitudes liées à la pandémie de Covid-19 risque de modifier sa date de sortie en salles. Ce film sort quelques semaines seulement après le précédent long métrage du réalisateur, Le Dernier Duel.

### Accueil critique
Le film divise les critiques françaises et étrangères, certains journalistes reprochant notamment le côté comique d'un film censé être dramatique ou le jeu de Jared Leto, jugé caricatural. En France, le site Allociné propose une moyenne de 2,9/5 pour 28 critiques presse. Le film obtient la note de 59/100 pour 57 critiques américaines sur le site Metacritic et une moyenne de 62 % sur le site Rotten Tomatoes. En ce qui concerne le public, il est davantage conquis, avec une note de 8,2/10 sur Metacritic et de 83 % sur Rotten Tomatoes.

### Controverses et menace de plainte
Patrizia Reggiani exprime publiquement son mécontentement sur le fait que Lady Gaga, qui l'incarne à l'écran, ne l'a pas rencontrée avant le tournage. Les descendants de la famille Gucci se disent quant à eux déçus par le film, qui ne respecterait pas leur vie privée et volerait leur identité pour faire du profit.
À la suite de la sortie du film, les héritiers de Gucci menacent de porter plainte contre le film pour avoir montré les membres de la famille comme des personnes qui sont insensibles et ignorantes du monde qui les entoure et présenté Patrizia Reggiani comme une victime.

### Box-office
Le film entre à la troisième place du box office français la semaine de sa sortie, avec 293 474 spectateurs. Outre-atlantique, le film rapporte plus de 41 millions de dollars en moins de deux semaines d'exploitation, faisant de House Of Gucci l'un des meilleurs démarrages pour un film dramatique depuis le début de la pandémie. Le film ayant couté 75 millions de dollars, il devient rentable à partir de la deuxième semaine d'exploitation, où il rapporte au total 93 millions de dollars au niveau mondial. Au bout de six semaines d'exploitation, le film rapporte plus de 50 millions de dollars aux États-Unis, faisant de House Of Gucci le seul film dramatique à franchir ce seuil durant la pandémie.
| Pays ou région    | Box-office      | Date d'arrêt du box-office | Nombre de semaines |
| ----------------- | --------------- | -------------------------- | ------------------ |
| États-Unis Canada | 53 809 574 $    | 3 mars 2022                | 15                 |
| France            | 791 674 entrées | 8 février 2022             | 11                 |
| Total mondial     | 152 114 574 $   | -                          | -                  |

## Distinctions

### Récompenses
- New York Film Critics Circle
  - Meilleure actrice : Lady Gaga
- Palm Spring International Film Festival
  - Icon Award : Lady Gaga
- Iowa Film Critics Association
  - Meilleure actrice : Lady Gaga
- VHS Film Society Award 
  - Meilleure actrice : Lady Gaga
  - Meilleurs costumes
- Capri Hollywood International Film Festival
  - Meilleure actrice : Lady Gaga
  - Actrice Italo-américaine de l'année : Lady Gaga

### Nominations
- Oscars 2022 : Meilleurs maquillages et coiffures
- BAFTA 2022
  - Meilleur film britannique
  - Meilleure actrice : Lady Gaga
  - Meilleurs coiffures et maquillages
- SAG Awards
  - Meilleure actrice : Lady Gaga
  - Meilleur acteur dans un second rôle : Jared Leto
  - Meilleur casting
- Golden Globes 2022
  - Meilleure actrice dans un film dramatique : Lady Gaga
- Critics Choice Award : 
  - Meilleure actrice : Lady Gaga
  - Meilleur acteur dans un second rôle : Jared Leto
  - Meilleurs costumes
  - Meilleur maquillage
- Satellite Awards
  - Meilleure actrice dans un film dramatique : Lady Gaga
  - Meilleur acteur dans un second rôle : Jared Leto
- Hollywood Critics Association Film Award
  - Meilleure actrice : Lady Gaga
  - Meilleur costume
  - Meilleur maquillage
- Detroit Film Critics Society Award
  - Meilleur acteur dans un second rôle : Jared Leto
  - Meilleur casting
- Las Vegas Film Critics
  - Meilleur actrice : Lady Gaga
  - Meilleur acteur dans un second rôle : Jared Leto
  - Meilleur casting
  - Meilleurs costumes
- Washington DC Area Film Critics Association
  - Meilleure actrice : Lady Gaga
- Georgia Films Critics Association
  - Meilleure actrice : Lady Gaga
- Australian Academy of Cinema and Television Arts Awards
  - Meilleure actrice : Lady Gaga
  - Meilleur acteur dans un second rôle : Al Pacino
- Seattle Film Critics
  - Meilleure actrice : Lady Gaga
  - Meilleurs costumes